# Something for the Blunted
Albums de Cypress Hill
Cypress Hill
(1991) Black Sunday
(1993)
Something for the Blunted est un EP de Cypress Hill, sorti en 1992.

## Liste des titres
| No | Titre                                 | Contient un (des) sample(s) de | Durée |
| -- | ------------------------------------- | --- | ----- |
| 1. | Hand on the Pump (Muggs' Blunted Mix) | Put Your Head Out de House of Pain Rammellzee and Shock Dell at the Amphitheatre de Rammelzee and Shock Dell featuring Grand Mixer DST Military Cut - Scratch Mix de DJ Grand Wizard Theodore et Kevie Kev Rockwell Can I Get Some Help de James Brown The Funky Cypress Hill Shit de Cypress Hill | 4:02  |
| 2. | Hand on the Glock                     | Midnight Theme de Manzel You're a Customer d'EPMD Oh, Pretty Woman d'Albert King How I Could Just Kill a Man de Cypress Hill Rammellzee and Shock Dell at the Amphitheatre de Rammelzee and Shock Dell featuring Grand Mixer DST                                                                   | 3:30  |
| 3. | The Phuncky Feel One (Extended)       | | 5:02  |
| 4. | Real Estate                           | Underdog de Sly & the Family Stone Copy Kat des Bar-Kays Humpin' des Bar-Kays Sexy Coffee Pot de Tony Alvon & the Belairs Cramp Your Style d'All the People featuring Robert Moore The Fuz and Da Boog de Fuzzy Haskins                                                                            | 3:51  |
| 5. | Light Another                         | Good Times de Kool & The Gang | 3:21  |
| 6. | Psychobetabuckdown                    | Foxy Lady de Willie Hutch Aqua Boogie (A Psychoalphadiscobetabioaquadoloop) de Parliament | 3:03  |
| 7. | Something for the Blunted             | Future Shock de Curtis Mayfield Smokin Cheeba-Cheeba du Harlem Underground Band | 1:16  |